# Слов'янська волость (Павлоградський повіт)
Слов'янська волость — адміністративно-територіальна одиниця Павлоградського повіту Катеринославської губернії.
Станом на 1886 рік складалася з 1 поселення, 1 сільської громади. Населення — 3845 осіб (1916 чоловічої статі та 1929 — жіночої), 597 дворових господарств.
|                     | Площа, десятин | У тому числі орної, десятин |
| ------------------- | -------------- | --------------------------- |
| Сільських громад    | 12796          | 4233                        |
| Приватної власності | —              | —                           |
| Іншої власності     | 120            | 120                         |
| Загалом             | 12916          | 4353                        |

Єдине поселення волості:
- Слов'янка — село при річці Бик за 71 версту від повітового міста, 3845 осіб, 597 дворів, церква православна, школа, поштова станція, 5 лавок, лісовий склад, винний склад, ренський погріб, 3 ярмарки, 2 постоялих двори.